# Maksim Dimitriewski
Maksim Dimitriewski, mac. Максим Димитриевски (ur. 29 listopada 1975 w Kumanowie) – macedoński polityk i samorządowiec, deputowany, burmistrz gminy Kumanowo, kandydat w wyborach prezydenckich w 2024.

## Życiorys
Ukończył szkołę średnią w rodzinnej miejscowości, a następnie studia prawnicze na Uniwersytecie Świętych Cyryla i Metodego w Skopju. Magisterium uzyskał w 2021. Zajął się prowadzeniem własnej działalności gospodarczej. Zaangażował się w działalność polityczną w ramach Socjaldemokratycznego Związku Macedonii. W 2008 został radnym gminy Kumanowo, w latach 2012–2016 pełnił funkcję przewodniczącego rady tej gminy. W 2016 uzyskał mandat posła do Zgromadzenia Republiki Macedonii.
W 2017 objął urząd burmistrza gminy Kumanowo. W 2023 założył i stanął na czele nowego ugrupowania pod nazwą ZNAM. W 2024 startował w wyborach prezydenckich; w pierwszej turze zajął czwarte miejsce z wynikiem 9,5% głosów.